# Det spräckliga bandet
Det spräckliga bandet (engelska: The Adventure of the Speckled Band) är en av Sir Arthur Conan Doyles 56 noveller om detektiven Sherlock Holmes. Novellen publicerades första gången i Strand Magazine i februari 1892. Doyle själv ansåg  novellen vara den bästa av hans Holmesnoveller.
Novellen är en av fyra Holmesnoveller som faller inom deckartemat "det låsta rummet".

## Handling
Det är 1883. Den unga kvinnan Helen Stoner söker upp Holmes eftersom hon fruktar att hon kommer att dö. Hon berättar att hennes syster, Julia, två år tidigare hade planerat sitt bröllop, men att systern en natt kom skrikande från sitt rum. Systerns sista ord, innan hon föll död ner, var "det var det spräckliga bandet". Några dagar innan sin död, hade Julia berättat för Helen att hon de senaste nätterna hade hört en låg vissling i sitt rum. Helen planerar nu sitt bröllop och när hon igår natt hörde den vissling som förebådade systerns död, blev hon vettskrämd och det är anledningen till att hon kommit för att få hjälp.
Holmes och Watson reser till egendomen Stoke Moran, där Helen bor tillsammans med sin våldsamme och hetlevrade styvfar Dr. Grimesby Roylott, som bland annat håller en gepard och en babian som husdjur på tomten.

## Filmatisering
Novellen har filmatiserats 1923, 1931 och 1949, samt 1984 med Jeremy Brett i huvudrollen. Doyle skrev också om novellen till pjäs, vilken 1910 gick i West End i fem månader, därefter i New York och 1921 fick den åter premiär i London.